# Sankt Eriksgatan

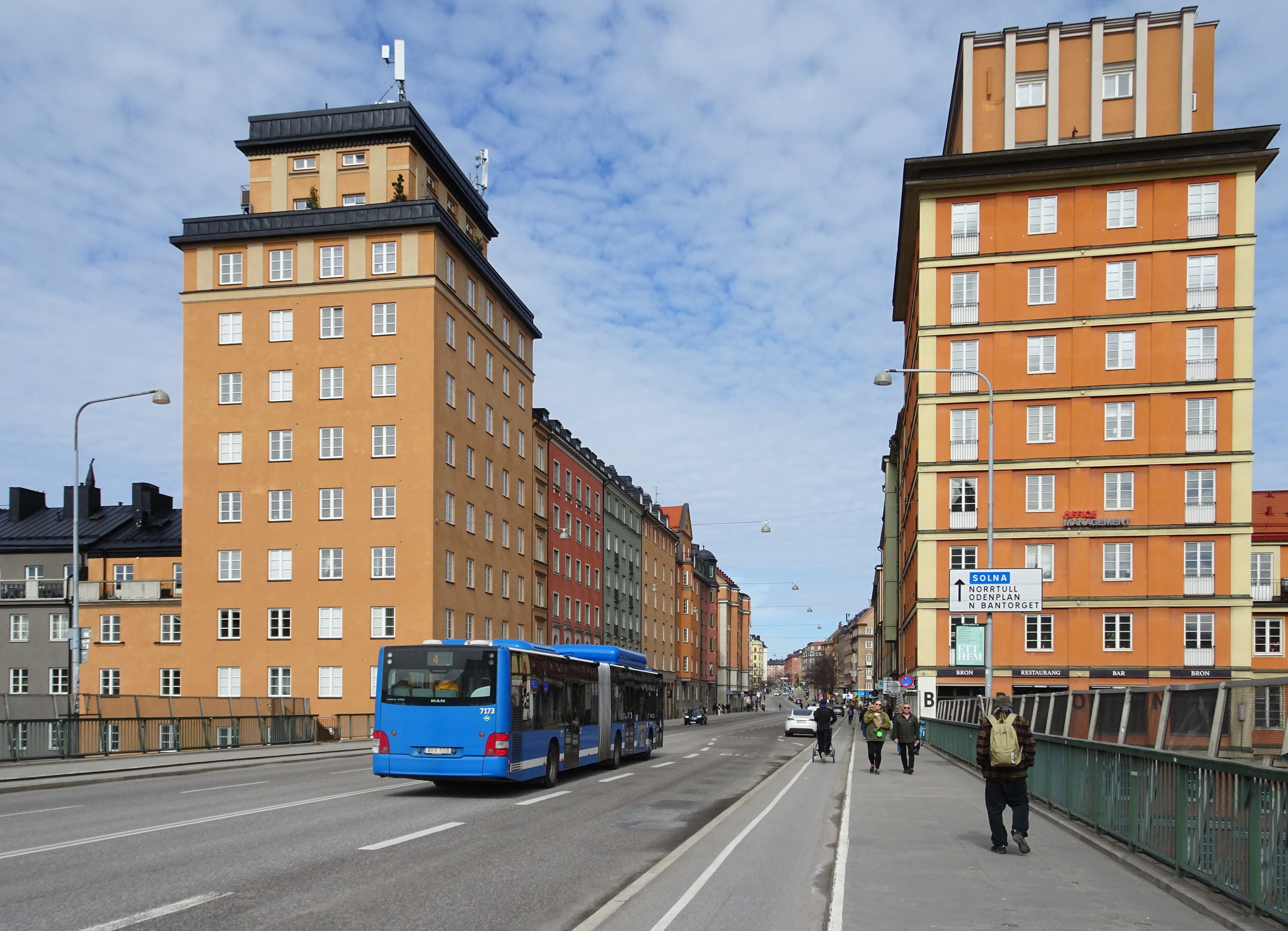
Sankt Eriksgatan norrut vid Sankt Eriksbron, 2022.

Sankt Eriksgatan är en gata i stadsdelarna Vasastaden och Kungsholmen i Stockholms innerstad, gränsen går vid Sankt Eriksbron. Gatan fick sitt namn efter kung Erik den helige vid Namnrevisionen i Stockholm 1885 och föll under kategorin "fosterländska, historiska namn".

## Sträckning och historik

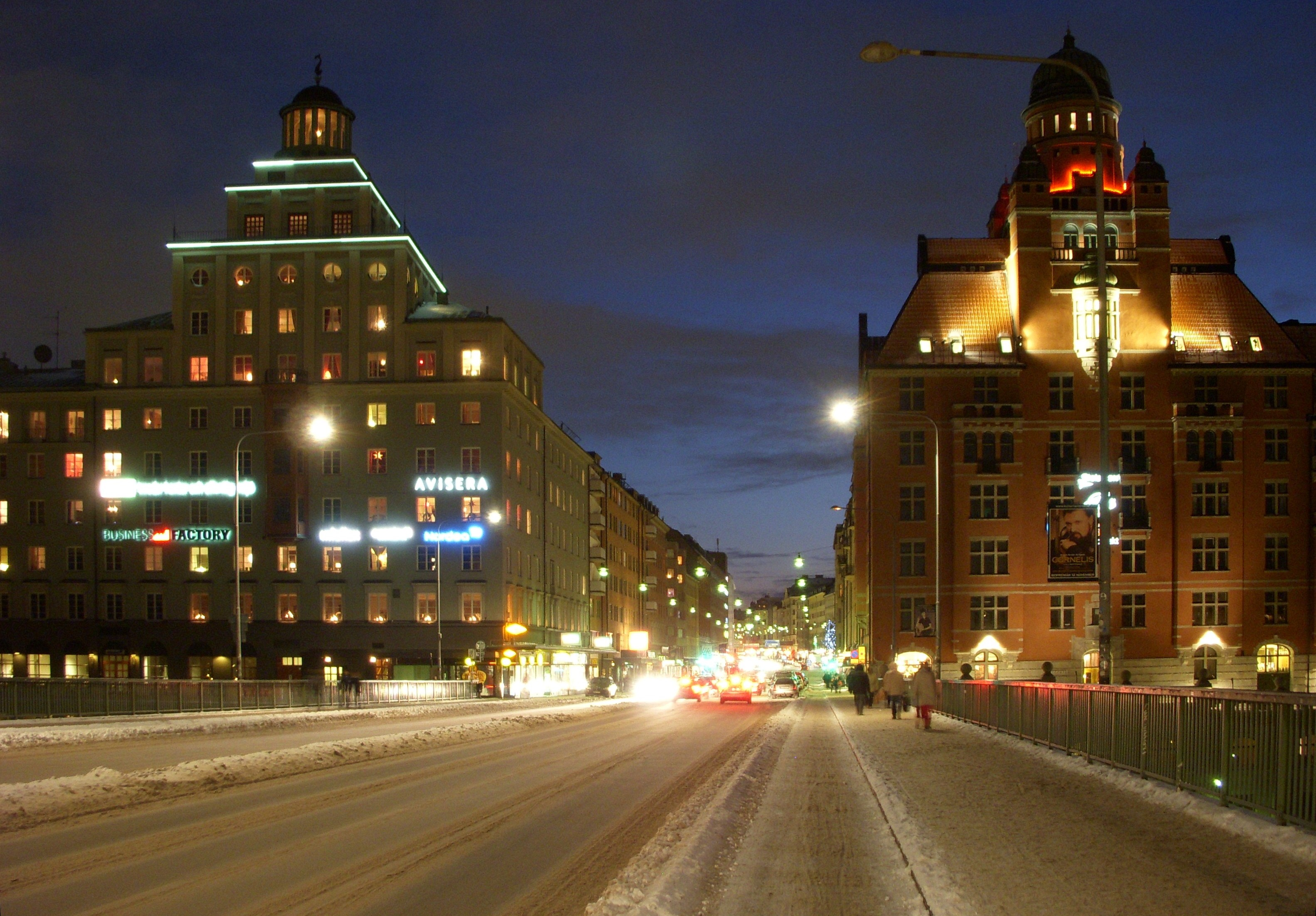
Sankt Eriksgatan söderut vid Sankt Eriksbron, 2010.

Ett tidigare namnförslag var Helge Eriks gata innan nuvarande namn antogs 1885. Gatan sträcker sig från Norr Mälarstrand, passerar Drottningholmsvägen, går över Barnhusviken (Sankt Eriksbron, där tunnelbanans gröna linje går i ett undre plan), fortsätter förbi Sankt Eriksplan, korsar Karlbergsvägen, passerar Vanadisplan, och slutar vid Norra Stationsgatan. Sankt Eriksgatan är 2 081 meter lång.

### Biogatan
Sankt Eriksgatan var mellan 1930 och 1960 en av Stockholms främsta biografgator. I kvarteren mellan Hantverkargatan och S:t Eriksbron trängdes tolv biografer, bland dem (från söder till norr): Caprice (nr 20),  Alcazar (nr 31), Gnistan (nr 35), Metropol (nr 45), Strand (nr 52), Roxy (nr 54) och Riverside (nr 58), Capitol (nr 82) och Påfågeln (nr 84).  I dag (2022) finns en enda biograf kvar vid Sankt Eriksgatan; den 2018 återinvigda Capitol som nu kallas Bio & Bistro Capitol.

## Se även

Sankt Eriksgatan på Kungsholmen norrut från Drottningholmsvägen. 2022.

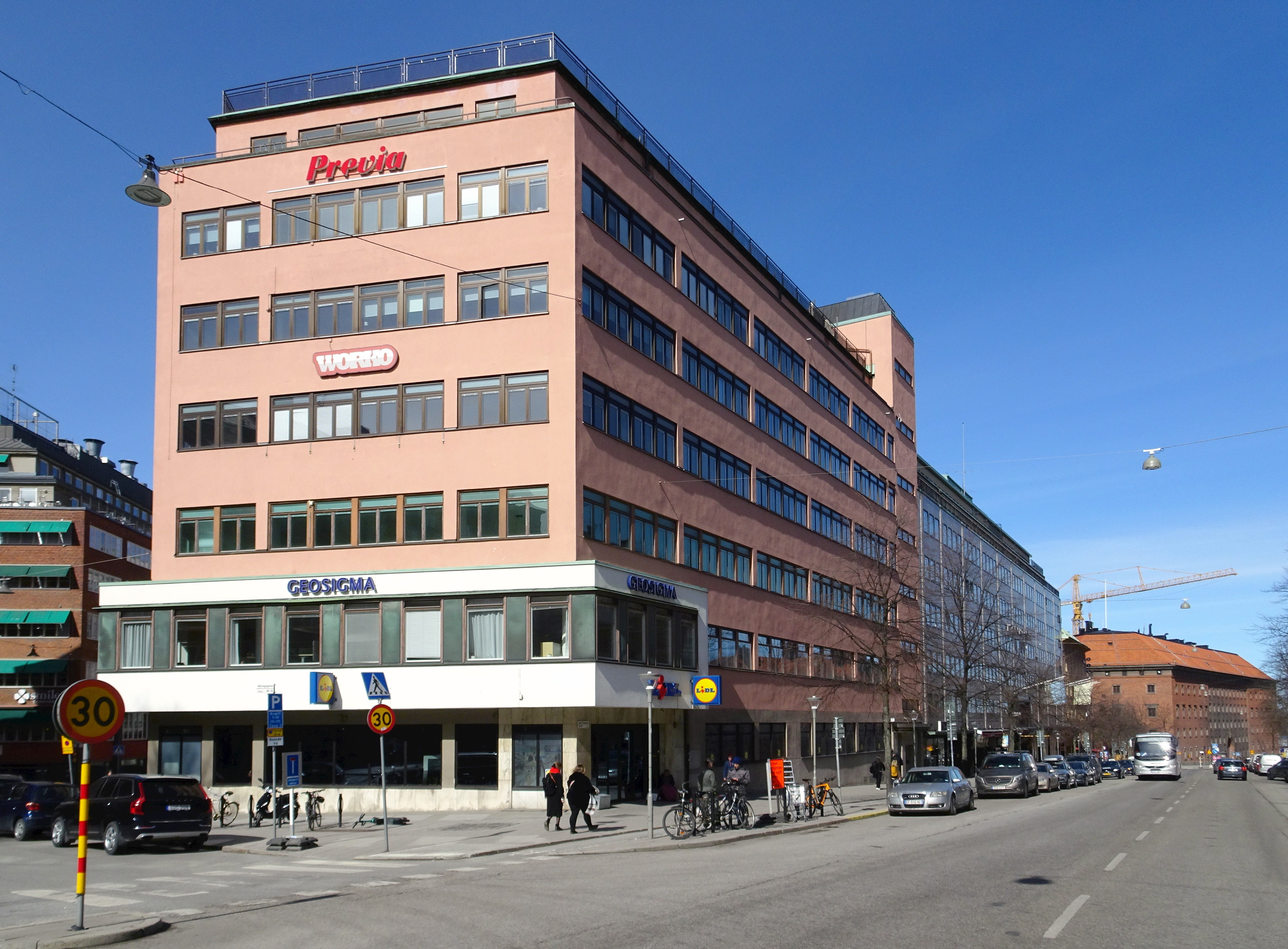
Före detta SARA-huset, Sankt Eriksgatan 113, vy mot norr.